# Poker Flat Research Range

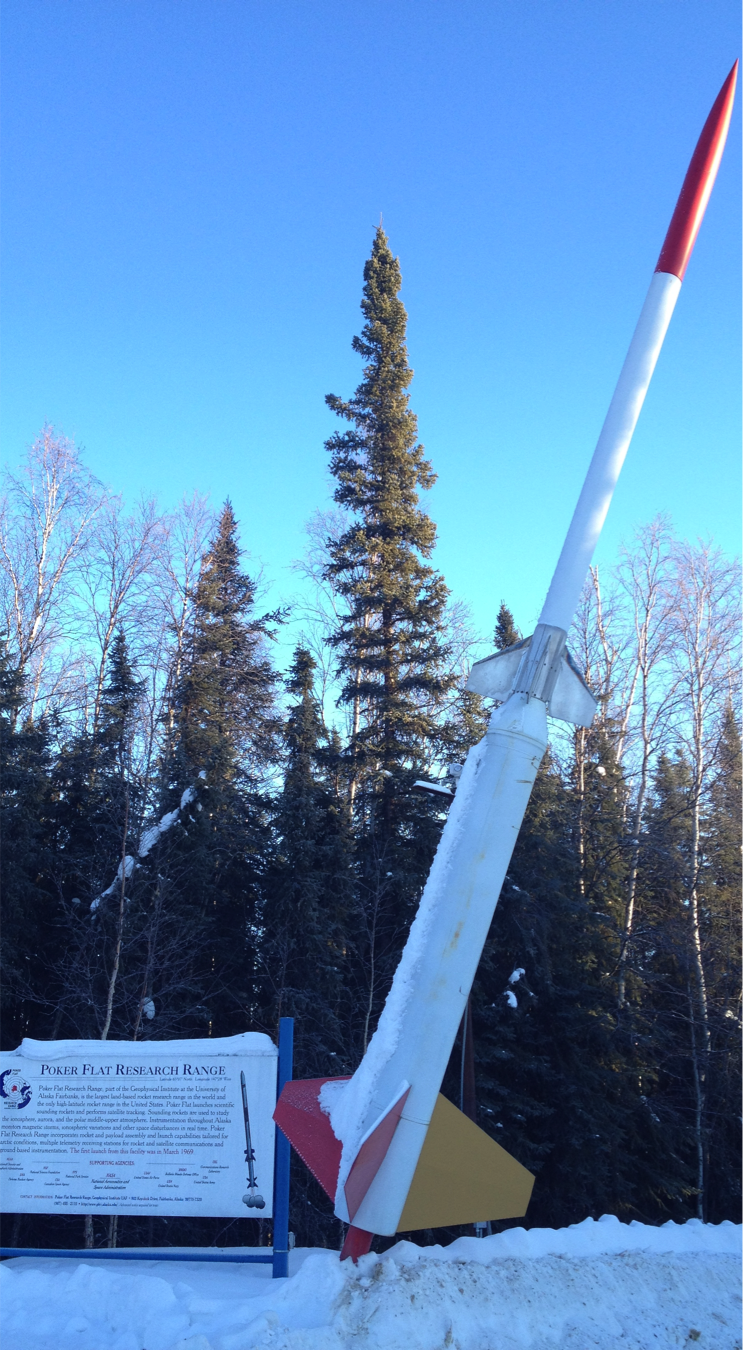
Entrée de la base de lancement de Poker Flat.

Poker Flat Research Range est une base de lancement de fusées-sondes située dans l'état américain de l'Alaska aux États-Unis. La base se trouve à 50 km au nord est de la ville de Fairbanks.

## Historique
L'étude des aurores polaires visibles depuis l'Alaska débute à l'université de l'Alaska à Fairbanks dans les années 1920. Le Congrès américain crée l'Institut de géophysique en 1946 à Fairbanks. Dès cette époque les scientifiques de cette institution commencent à envisager l'utilisation de fusées-sondes pour étudier les aurores polaires. Au début des années 1960, Neil Davis, chercheur de l'Institut de géophysique, propose de créer une base de lancement en Alaska mais le projet entre en concurrence avec la base de Fort Churchill créée à la même époque sur les rives de la baie d'Hudson au Canada. En 1968, le site de Poker Flat est retenu pour le lancement de 6 fusées-sondes développées par le département de la Défense américain. À cet effet, l'université de l'Alaska à Fairbanks loue pour un bail de 25 ans un terrain de 21 km² dans cette région peu peuplée. Neil Davis parvient à obtenir le lancement de plusieurs fusées sondes supplémentaires, puis progressivement l'activité de la base se développe. Les installations de base sont achevées en 1972. Puis progressivement de nouveaux équipements et installations sont construites.

## Équipements
Poker Flat dispose de 5 rampes de lancement de fusées-sondes pouvant lancer des engins pesant jusqu'à 16 tonnes. Deux de ces rampes sont équipées d'un abri mobile permettant de travailler sur le lanceur même lorsque les conditions météorologiques sont mauvaises. La base comporte également un centre de contrôle, une salle blanche classe 100 pour l'assemblage de la charge utile des fusées-sondes, une tour météorologique de 85 mètres de haut équipées de différents capteurs et d'autres bâtiments permettant de stocker et assembler les lanceurs. Les moyens de suivi comprennent plusieurs antennes paraboliques fournies par la NASA, une antenne radar en bande C également fournie par la NASA pour le suivi des lancements et un bâtiment permettant de préparer le lâcher de ballons météorologiques. La base est reliée à l'Institut de géophysique par une double liaison micro-ondes d'un débit de 45 mégabits par seconde. La base comprend également un lidar et le centre d'opérations scientifiques Neil-Davis qui abrite différents instruments d'observation de l'atmosphère : magnétomètres, riomètres, caméras grand angle, photomètres, interféromètre.  

## Galerie

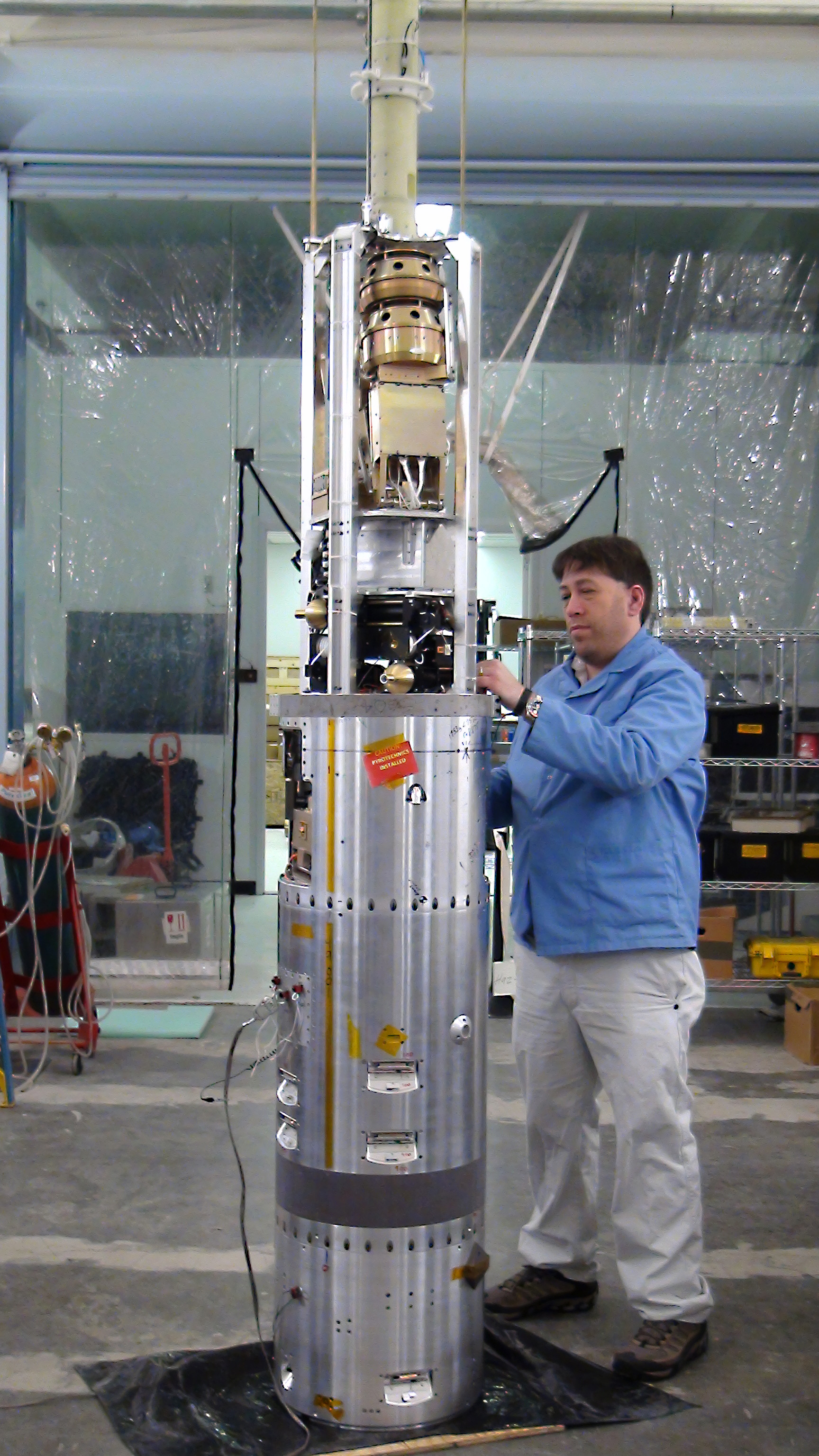
Préparation de la charge utile de l'expérience Aurora.
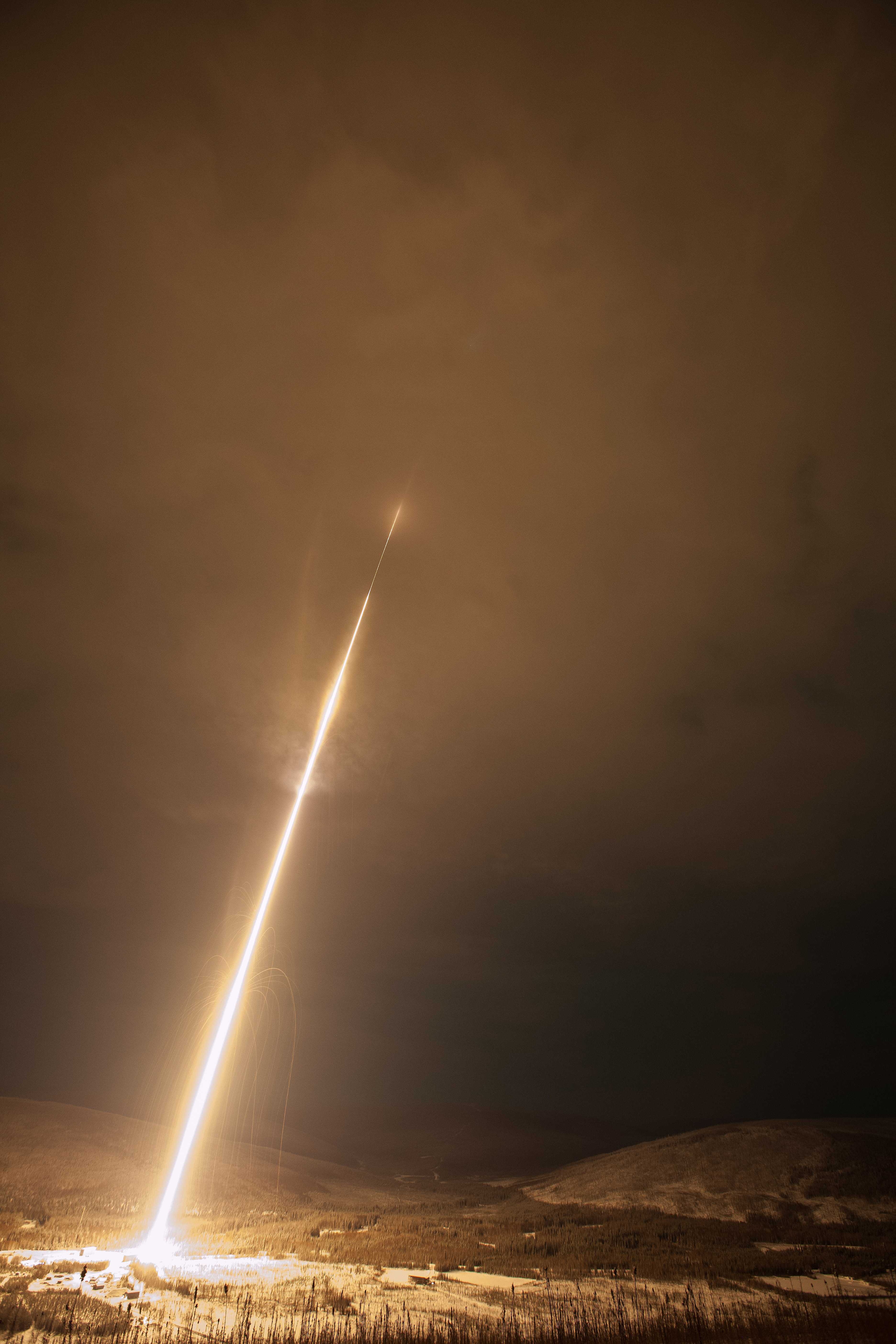
Lancement d'une fusée-sonde Talos Terrier Oriole Nihka.
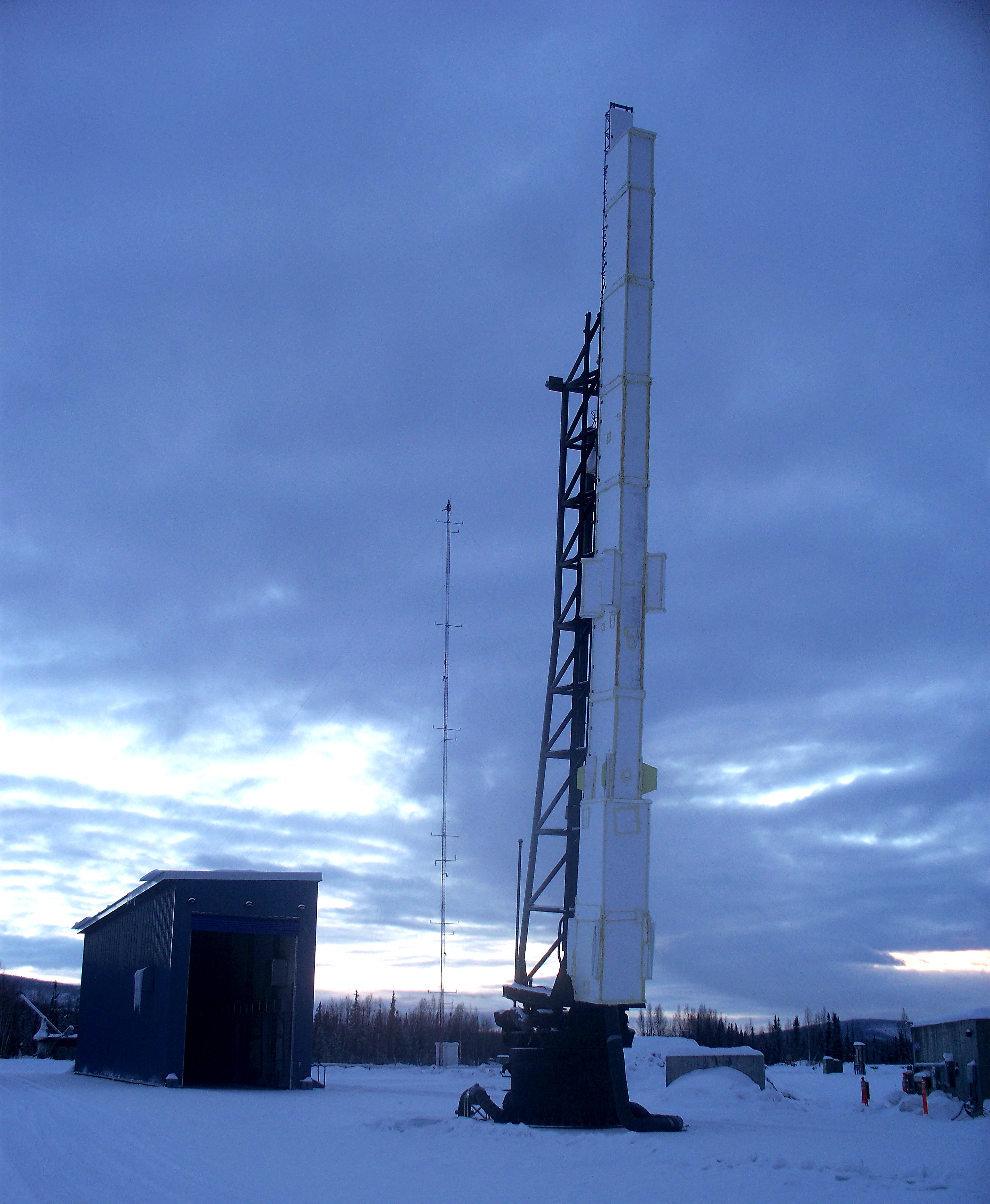
Rampe de lancement.
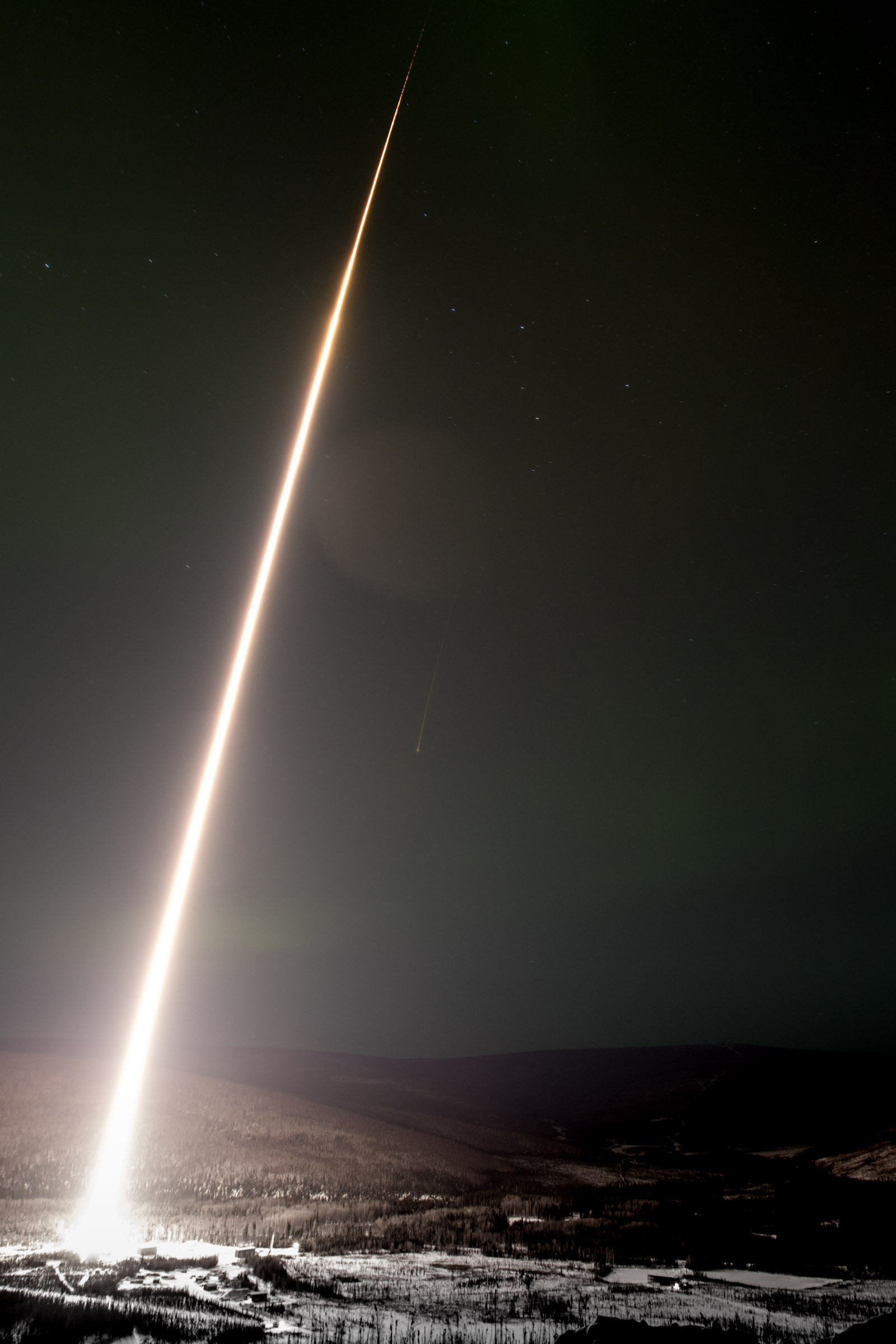
Tir d'une fusée-sonde Black Brant IX pour l'expérience IsINGLASS de la NASA.